# جورج برناردي
جورج برناردي (بالفرنسية: Georges Bernardi)‏ هو عالم بقشريات الأجنحة فرنسي، ولد في 1922 في الإمبراطورية الروسية، وتوفي في 23 يوليو 1999 في فرنسا.